# Jean-Parfait Friederichs
Jean-Parfait Friederichs, né le 11 juin 1773 à Montmartre et mort le 20 octobre 1813 à la bataille de Leipzig, est un général français de la Révolution et de l’Empire.

## Biographie
Jean-Parfait Friederichs commence sa carrière militaire avant 1789 au sein du régiment de Monsieur. Il profite des évènements révolutionnaires pour atteindre le grade de lieutenant-colonel en 1793 puis démissionne en 1796.
Reprenant du service en 1799, il sert dans les armées du Rhin et de Batavie avant d'intégrer la Garde impériale au sein de laquelle il participe aux campagnes d'Allemagne, de Prusse et de Pologne. Il est major au régiment des Vélites-grenadiers de la Garde impériale le 1er mai 1806 puis colonel-major du 2e régiment de fusiliers de la Garde impériale le 1er janvier 1807. Il passe alors brièvement en Espagne. Colonel du régiment des fusiliers-grenadiers de la Garde impériale le 1er juin 1809, il participe à la campagne d'Allemagne et d'Autriche et est nommé général de brigade le 2 juillet 1809. Général de division le 23 septembre 1812, pendant la campagne de Russie, il commande la 4e division du 1er corps du maréchal Davout.
Le général Friederichs fait la campagne de 1813 en Allemagne à la tête de la 22e division du 6e corps du maréchal Marmont. Il est gravement blessé aux combats de Möckern lors de la bataille de Leipzig et meurt des suites de l'amputation d'une jambe.

## Distinctions
Jean-Parfait Friederichs est fait membre de la Légion d'honneur le 14 juin 1804, officier du même ordre le 14 juin 1806 puis commandeur le 5 juin 1809. Le 2 février 1809, alors colonel, il est fait baron de l'Empire. Son nom est gravé sous l'arc de triomphe de l'Étoile, dans la 20e colonne.
Le général Marcellin Marbot, dans ses célèbres Mémoires, dit à son propos : « c'était un excellent et très brave officier, qui joignait à ces qualités morales l'avantage d'être le plus bel homme de toutes les armées françaises ». Ce dernier jugement est confirmé par le témoignage du général Charles Pierre Lubin Griois, pour qui Friederichs était « un des plus beaux hommes de l'armée ».